# Lední hokej na Zimních olympijských hrách 2002 – soupiska muži
Mužského turnaje v ledním hokeji na Zimních olympijských hrách 2002 se zúčastnilo celkem 14 národních týmů. Hrál se od 9. do 24. února 2002 v Salt Lake City.

## Medailisté

### Soupiska kanadského týmu
- Trenéři Pat Quinn, Wayne Fleming, Ken Hitchcock

| Brankáři | Martin Brodeur    | New Jersey Devils       |
|          | Curtis Joseph     | Toronto Maple Leafs     |
|          | Ed Belfour        | Dallas Stars            |
| Obránci  | Rob Blake         | Colorado Avalanche      |
|          | Ed Jovanovski     | Vancouver Canucks       |
|          | Eric Brewer       | Edmonton Oilers         |
|          | Scott Niedermayer | New Jersey Devils       |
|          | Adam Foote        | Colorado Avalanche      |
|          | Chris Pronger     | St. Louis Blues         |
|          | Al MacInnis       | St. Louis Blues         |
| Útočníci | Joe Sakic         | Colorado Avalanche      |
|          | Mario Lemieux     | Pittsburgh Penguins     |
|          | Steve Yzerman     | Detroit Red Wings       |
|          | Jarome Iginla     | Calgary Flames          |
|          | Paul Kariya       | Mighty Ducks of Anaheim |
|          | Simon Gagne       | Philadelphia Flyers     |
|          | Owen Nolan        | San Jose Sharks         |
|          | Joe Nieuwendyk    | Dallas Stars            |
|          | Michael Peca      | New York Islanders      |
|          | Theoren Fleury    | New York Rangers        |
|          | Eric Lindros      | New York Rangers        |
|          | Brendan Shanahan  | Detroit Red Wings       |
|          | Ryan Smyth        | Edmonton Oilers         |

### Soupiska amerického týmu
- Trenéři Herb Brooks, John Cunniff, Lou Vario

| Brankáři | Mike Richter   | New York Rangers    |
|          | Mike Dunham    | Nashville Predators |
|          | Tom Barrasso   | Carolina Hurricanes |
| Obránci  | Phil Housley   | Chicago Blackhawks  |
|          | Brian Leetch   | New York Rangers    |
|          | Brian Rafalski | New Jersey Devils   |
|          | Chris Chelios  | Detroit Red Wings   |
|          | Gary Suter     | San Jose Sharks     |
|          | Tom Poti       | Edmonton Oilers     |
|          | Aaron Miller   | Los Angeles Kings   |
| Útočníci | Brett Hull     | Detroit Red Wings   |
|          | John LeClair   | Philadelphia Flyers |
|          | Mike Modano    | Dallas Stars        |
|          | Jeremy Roenick | Philadelphia Flyers |
|          | Scott Young    | St. Louis Blues     |
|          | Bill Guerin    | Boston Bruins       |
|          | Tony Amonte    | Chicago Blackhawks  |
|          | Brian Rolston  | Boston Bruins       |
|          | Doug Weight    | St. Louis Blues     |
|          | Keith Tkachuk  | St. Louis Blues     |
|          | Adam Deadmarsh | Los Angeles Kings   |
|          | Mike York      | New York Rangers    |
|          | Chris Drury    | Colorado Avalanche  |

### Soupiska ruského týmu
- Trenéři Vjačeslav Fetisov, Vladimir Jurzinov, Vladislav Treťjak

| Brankáři | Ilja Bryzgalov     | Cincinnati Mighty Ducks |
|          | Nikolaj Chabibulin | Tampa Bay Lightning     |
|          | Jegor Podomackij   | Lokomotiv Jaroslavl     |
| Obránci  | Sergej Gončar      | Washington Capitals     |
|          | Darjus Kasparajtis | Pittsburgh Penguins     |
|          | Igor Kravčuk       | Calgary Flames          |
|          | Vladimir Malachov  | New York Rangers        |
|          | Daniil Markov      | Phoenix Coyotes         |
|          | Boris Mironov      | Chicago Blackhawks      |
|          | Oleg Tverdovskij   | Mighty Ducks of Anaheim |
| Útočníci | Maxim Afinogenov   | Buffalo Sabres          |
|          | Pavel Bure         | Florida Panthers        |
|          | Valerij Bure       | Florida Panthers        |
|          | Pavel Dacjuk       | Detroit Red Wings       |
|          | Sergej Fjodorov    | Detroit Red Wings       |
|          | Alexej Jašin       | New York Islanders      |
|          | Ilja Kovalčuk      | Atlanta Thrashers       |
|          | Alexej Kovaljov    | Pittsburgh Penguins     |
|          | Oleg Kvaša         | New York Islanders      |
|          | Igor Larionov      | Detroit Red Wings       |
|          | Andrej Nikolišin   | Washington Capitals     |
|          | Sergej Samsonov    | Boston Bruins           |
|          | Alexej Žamnov      | Chicago Blackhawks      |

### Soupiska běloruského týmu
- Trenéři Vladimirs Krikunovs, Anatoli Běljajev, Valerij Voronin

| Brankáři | Sergei Shabanov      | Metallurg Novokuzněck      |
|          | Andrèj Mezin         | Berlin Capitals            |
|          | Leonid Fatikov       | Kassel Huskies             |
| Obránci  | Oleg Khmyl           | HK Lada Toljatti           |
|          | Alexander Makritski  | Revierlöwen Oberhausen     |
|          | Oleg Romanov         | Severstal Čerepovec        |
|          | Igor Matushkin       | Skellefteå AIK             |
|          | Oleg Mikulchik       | Chimik Voskresensk         |
|          | Ruslan Salej         | Mighty Ducks of Anaheim    |
|          | Sergei Stas          | Krefeld Pinguine           |
|          | Aleksandr Zhurik     | Křídla Sovětů Moskva       |
|          | Vladimir Kopat       | CHK Neftěchimik Nižněkamsk |
| Útočníci | Alexander Andrievski | Chimik Voskresensk         |
|          | Vadim Bekbulatov     | Dynamo Energia             |
|          | Andrei Kovalev       | Revierlöwen Oberhausen     |
|          | Vasily Pankov        | Augsburger Panther         |
|          | Andrei Skabelka      | Salavat Julajev Ufa        |
|          | Alexej Kaljužnyj     | Metallurg Magnitogorsk     |
|          | Oleg Antonenko       | Severstal Čerepovec        |
|          | Eduard Zankovets     | Torpedo Nižnij Novgorod    |
|          | Dmitrij Dudik        | HK Homel                   |
|          | Konstantin Koltsov   | HK Spartak Moskva          |
|          | Vladimir Cyplakov    | Ak Bars Kazaň              |
|          | Dmitry Pankov        | Metallurg Novokuzněck      |
|          | Andrei Rasolko       | Severstal Čerepovec        |

### Soupiska švédského týmu
- Trenéři Hardy Nilsson, Mats Waltin

| Brankáři | Tommy Salo         | Edmonton Oilers       |
|          | Johan Hedberg      | Pittsburgh Penguins   |
|          | Mikael Tellqvist   | St. Johns Maple Leafs |
| Obránci  | Nicklas Lidström   | Detroit Red Wings     |
|          | Mattias Öhlund     | Vancouver Canucks     |
|          | Marcus Ragnarsson  | San Jose Sharks       |
|          | Kim Johnsson       | Philadelphia Flyers   |
|          | Kenny Jönsson      | New York Islanders    |
|          | Mattias Norström   | Los Angeles Kings     |
|          | Fredrik Olausson   | Detroit Red Wings     |
| Útočníci | Mats Sundin        | Toronto Maple Leafs   |
|          | Daniel Alfredsson  | Ottawa Senators       |
|          | Niklas Sundström   | San Jose Sharks       |
|          | Michael Nylander   | Chicago Blackhawks    |
|          | Ulf Dahlén         | Washington Capitals   |
|          | Markus Näslund     | Vancouver Canucks     |
|          | Henrik Zetterberg  | Timrå IK              |
|          | Mathias Johansson  | Färjestad BK          |
|          | Mikael Renberg     | Toronto Maple Leafs   |
|          | Tomas Holmström    | Detroit Red Wings     |
|          | Per-Johan Axelsson | Boston Bruins         |
|          | Jörgen Jönsson     | Färjestad BK          |
|          | Magnus Arvedson    | Ottawa Senators       |

### Soupiska finského týmu
- Trenéři Hannu Aravirta, Jari Kurri

| Brankáři | Jani Hurme      | Ottawa Senators     |
|          | Pasi Nurminen   | Atlanta Thrashers   |
|          | Jussi Markkanen | Edmonton Oilers     |
| Obránci  | Janne Niinimaa  | Edmonton Oilers     |
|          | Ossi Vaananen   | Phoenix Coyotes     |
|          | Jyrki Lumme     | Toronto Maple Leafs |
|          | Aki Berg        | Toronto Maple Leafs |
|          | Ville Nieminen  | Colorado Avalanche  |
|          | Teppo Numminen  | Phoenix Coyotes     |
|          | Kimmo Timonen   | Nashville Predators |
|          | Sami Salo       | Ottawa Senators     |
| Útočníci | Tomi Kallio     | Atlanta Thrashers   |
|          | Niklas Hagman   | Florida Panthers    |
|          | Olli Jokinen    | Florida Panthers    |
|          | Teemu Selänne   | San Jose Sharks     |
|          | Sami Kapanen    | Carolina Hurricanes |
|          | Jere Lehtinen   | Dallas Stars        |
|          | Mikko Eloranta  | Los Angeles Kings   |
|          | Raimo Helminen  | Ilves Tampere       |
|          | Juha Ylönen     | Tampa Bay Lightning |
|          | Jarkko Ruutu    | Vancouver Canucks   |
|          | Antti Aalto     | Jokerit             |
|          | Juha Lind       | Södertälje SK       |

### Soupiska českého týmu
- Trenéři Josef Augusta, Vladimír Martinec, Vladimír Růžička

| Brankáři | Milan Hnilička  | Atlanta Thrashers            |
|          | Roman Čechmánek | Philadelphia Flyers          |
|          | Dominik Hašek   | Detroit Red Wings            |
| Obránci  | Roman Hamrlík   | New York Islanders           |
|          | Jaroslav Špaček | Chicago Blackhawks           |
|          | Pavel Kubina    | Tampa Bay Lightning          |
|          | Tomáš Kaberle   | Toronto Maple Leafs          |
|          | Michal Sýkora   | HC ČSOB Pojišťovna Pardubice |
|          | Martin Škoula   | Colorado Avalanche           |
|          | Richard Šmehlík | Buffalo Sabres               |
| Útočníci | Martin Havlát   | Ottawa Senators              |
|          | Pavel Patera    | Avangard Omsk                |
|          | Petr Čajánek    | HC Continental Zlin          |
|          | Petr Sýkora     | New Jersey Devils            |
|          | Radek Dvořák    | New York Rangers             |
|          | Robert Lang     | Pittsburgh Penguins          |
|          | Robert Reichel  | Toronto Maple Leafs          |
|          | Milan Hejduk    | Colorado Avalanche           |
|          | Patrik Eliáš    | New Jersey Devils            |
|          | Martin Ručinský | Dallas Stars                 |
|          | Jiří Dopita     | Philadelphia Flyers          |
|          | Jan Hrdina      | Pittsburgh Penguins          |
|          | Jaromír Jágr    | Washington Capitals          |

### Soupiska německého týmu
- Trenéři Hans Zach, Bernhard Engelbrecht, Ernst Hofner

| Brankáři | Marc Seliger        | Nürnberg Ice Tigers     |
|          | Christian Kunast    | München Barons          |
|          | Robert Müller       | Adler Mannheim          |
| Obránci  | Jörg Mayr           | Kölner Haie             |
|          | Christian Ehrhoff   | Krefeld Pinguine        |
|          | Mirko Lüdemann      | Kölner Haie             |
|          | Christoph Schubert  | München Barons          |
|          | Andreas Renz        | Kölner Haie             |
|          | Erich Goldmann      | Moskitos Essen          |
|          | Daniel Kunce        | Krefeld Pinguine        |
|          | Dennis Seidenberg   | Adler Mannheim          |
| Útočníci | Wayne Hynes         | Adler Mannheim          |
|          | Jochen Hecht        | Edmonton Oilers         |
|          | Andreas Loth        | Kassel Huskies          |
|          | Marco Sturm         | San Jose Sharks         |
|          | Jürgen Rumrich      | Nürnberg Ice Tigers     |
|          | Stefan Ustorf       | Adler Mannheim          |
|          | Martin Reichel      | Nürnberg Ice Tigers     |
|          | Daniel Kreutzer     | Kassel Huskies          |
|          | Tobias Abstreiter   | Kassel Huskies          |
|          | Leonard Soccio      | Hannover Scorpions      |
|          | Klaus Kathan        | Kassel Huskies          |
|          | Andreas Morczinietz | Augsburger Panther      |
|          | Mark MacKay         | Schwenninger Wild Wings |
|          | Jan Benda           | Ak Bars Kazaň           |

### Soupiska lotyšského týmu
- Trenéři Curt Lindstrom, Māris Baldonieks

| Brankáři | Artūrs Irbe            | Carolina Hurricanes   |
|          | Sergejs Naumovs        | Djurgårdens IF        |
|          | Edgars Masaļskis       | HK Liepājas Metalurgs |
| Obránci  | Rodrigo Laviņš         | Molot Perm            |
|          | Viktors Ignatjevs      | Severstal Čerepovec   |
|          | Igors Bondarevs        | SaiPa                 |
|          | Kārlis Skrastiņš       | Nashville Predators   |
|          | Kaspars Astašenko      | Lowell Lock Monsters  |
|          | Sandis Ozoliņš         | Florida Panthers      |
|          | Oļegs Sorokins         | Molot Perm            |
|          | Atvars Tribuncovs      | Berlin Capitals       |
|          | Andrejs Maticins       | Nyköpings Hockey      |
| Útočníci | Vjačeslavs Fanduļs     | Berlin Capitals       |
|          | Aleksandrs Beļavskis   | IF Björklöven         |
|          | Sergejs Seņins         | Herning Blue Fox      |
|          | Aleksandrs Macijevskis | Odense Bulldogs       |
|          | Grigorijs Panteļejevs  | Södertälje SK         |
|          | Leonīds Tambijevs      | Rødovre Mighty Bulls  |
|          | Aleksandrs Ņiživijs    | HK Dynamo Moskva      |
|          | Harijs Vītoliņš        | HC Thurgau            |
|          | Aleksandrs Kerčs       | Berlin Capitals       |
|          | Aleksandrs Semjonovs   | IFK Arboga IK         |
|          | Aigars Cipruss         | HIFK Hockey           |

### Soupiska ukrajinského týmu
- Trenéři Anatoliv Bogdanov, Oleksandr Seukand

| Brankáři | Kostiantyn Simchuk   | HK Spartak Moskva      |
|          | Igor Karpenko        | Metallurg Magnitogorsk |
|          | Oleksandr Fedorov    | HK Berkut Kyjev        |
| Obránci  | Yuriy Gunko          | CSKA Moskva            |
|          | Sergii Klymentyev    | Metallurg Magnitogorsk |
|          | Andy Sryubko         | Syracuse Crunch        |
|          | Dmytro Tokounov      | Norfolk Admirals       |
|          | Valeriy Shyryaev     | HC La Chaux-de-Fonds   |
|          | Vyacheslav Timchenko | Weisswasser            |
|          | Vyacheslav Zavalnyuk | SKA Petrohrad          |
| Útočníci | Vasyl Bobrovnikov    | Sokol Kyjev            |
|          | Dmytro Chrystyč      | Washington Capitals    |
|          | Vadym Slivchenko     | Frankfurt Lions        |
|          | Vadym Shakhraychuk   | Lokomotiv Jaroslavl    |
|          | Ruslan Fedotěnko     | Philadelphia Flyers    |
|          | Vitaliy Lytvynenko   | HK Lada Toljatti       |
|          | Igor Chybirev        | Hannover Scorpions     |
|          | Serhiy Varlamov      | St. Louis Blues        |
|          | Valentyn Oletsky     | EV Füssen              |
|          | Roman Salnikov       | Křídla Sovětů Moskva   |
|          | Vladislav Sierov     | Greensboro Generals    |
|          | Bogdan Savenko       | HK Spartak Moskva      |
|          | Alexei Ponikarovsky  | St. John's Maple Leafs |

### Soupiska švýcarského týmu
- Trenéři Ralph Krueger, Jakob Kölliker, Bengt-Ake Gustafsson

| Brankáři | Martin Gerber            | Färjestad BK       |
|          | David Aebischer          | Colorado Avalanche |
|          | Lars Weibel              | HC Davos           |
| Obránci  | Julien Vauclair          | Ottawa Senators    |
|          | Patrick Sutter           | HC Lugano          |
|          | Mark Streit              | ZSC Lions          |
|          | Martin Höhener           | EHC Kloten         |
|          | Martin Steinegger        | SC Bern            |
|          | Olivier Keller           | HC Lugano          |
|          | Edgar Salis              | ZSC Lions          |
|          | Mathias Seger            | ZSC Lions          |
| Útočníci | Flavien Conne            | HC Lugano          |
|          | Patric Della Rossa       | ZSC Lions          |
|          | Reto von Arx             | HC Davos           |
|          | Gian-Marco Crameri       | ZSC Lions          |
|          | Andre Rotheli            | HC Lugano          |
|          | Jean-Jacques Aeschlimann | HC Lugano          |
|          | Patrick Fischer          | HC Davos           |
|          | Martin Plüss             | EHC Kloten         |
|          | Marcel Jenni             | Färjestad BK       |
|          | Ivo Ruthemann            | SC Bern            |
|          | Sandy Jeannin            | HC Lugano          |
|          | Björn Christen           | HC Davos           |

### Soupiska rakouského týmu
- Trenéři Ron Kennedy, Gregory Holst

| Brankáři | Michael Suttnig       | Klagenfurter AC            |
|          | Claus Dalpiaz         | HC Innsbruck               |
|          | Reinhard Divis        | Worcester IceCats          |
| Obránci  | Gerhard Unterluggauer | Schwenninger Wild Wings    |
|          | Joseph Lavoie         | Hannover Scorpions         |
|          | Tom Searle            | EC Heraklith VSV           |
|          | Peter Kasper          | HC Innsbruck               |
|          | Robert Lukas          | Black Wings Linz           |
|          | Martin Ulrich         | Düsseldorfer EG            |
|          | André Lakos           | Utah Grizzlies             |
| Útočníci | Thomas Pöck           | UMass Minutemen ice hockey |
|          | Christoph Brandner    | Krefeld Pinguine           |
|          | Gerald Ressman        | Klagenfurter AC            |
|          | Matthias Trattnig     | Djurgårdens IF             |
|          | Oliver Setzinger      | Black Wings Linz           |
|          | Kent Salfi            | EC Heraklith VSV           |
|          | Gunther Lanzinger     | EC Heraklith VSV           |
|          | Mario Schaden         | Klagenfurter AC            |
|          | Simon Wheeldon        | München Barons             |
|          | Wolfgang Kromp        | EC Heraklith VSV           |
|          | Christian Perthaler   | Black Wings Linz           |
|          | Dieter Kalt           | Färjestad BK               |
|          | Martin Hohenberger    | Revierlöwen Oberhausen     |

### Soupiska slovenského týmu
- Trenéři Ján Filc, Ernest Bokroš, Vladimír Šťastný

| Brankáři | Ján Lašák             | Milwaukee Admirals   |
|          | Pavol Rybár           | HC Slovan Bratislava |
|          | Rastislav Staňa       | Richmond Renegades   |
| Obránci  | Peter Smrek           | New York Rangers     |
|          | Jaroslav Obšut        | Colorado Avalanche   |
|          | Dušan Milo            | HKM Zvolen           |
|          | Ľubomír Višňovský     | Los Angeles Kings    |
|          | Ivan Majeský          | Ilves Tampere        |
|          | Richard Lintner       | MODO Hockey          |
|          | Richard Pavlikovský   | HV71                 |
| Útočníci | Jozef Stümpel         | Boston Bruins        |
|          | Miroslav Šatan –      | Buffalo Sabres       |
|          | Rastislav Pavlikovský | HV71                 |
|          | Ľuboš Bartečko        | Atlanta Thrashers    |
|          | Ján Pardavý           | Djurgårdens IF       |
|          | Richard Kapuš         | HC Slovan Bratislava |
|          | Žigmund Pálffy        | Los Angeles Kings    |
|          | Pavol Demitra         | St. Louis Blues      |
|          | Róbert Petrovický     | HC Ambrì-Piotta      |
|          | Richard Šechný        | HKM Zvolen           |
|          | Jaroslav Torok        | HKM Zvolen           |
|          | Marián Hossa          | Ottawa Senators      |
|          | Michal Handzuš        | Phoenix Coyotes      |

### Soupiska francouzského týmu
- Trenéři Heikki Leime, Christer Eriksson

| Brankáři | Cristobal Huet        | HC Lugano                |
|          | Fabrice Lhenry        | Mulhouse                 |
|          | Patrick Rolland       | Grenoble                 |
| Obránci  | Allan Carriou         | Rouen                    |
|          | Vincent Bachet        | Reims                    |
|          | Karl Dewolf           | Amiens                   |
|          | Jean-François Bonnard | Grenoble                 |
|          | Denis Perez           | Amiens                   |
|          | Benoit Pourtanel      | Angers                   |
|          | Baptiste Amar         | Univ. of Mass. at Lowell |
| Útočníci | Benoit Bachelet       | Grenoble                 |
|          | Stéphane Barin        | Krefeld Pinguine         |
|          | Arnaud Briand         | Luleå HF                 |
|          | Maurice Rozenthal     | IF Björklöven            |
|          | Laurent Meunier       | Univ. of Mass. at Lowell |
|          | François Rozenthal    | IF Björklöven            |
|          | Philippe Bozon        | Ženeva-Servette HC       |
|          | Yorick Treille        | Univ. of Mass. at Lowell |
|          | Guillaume Besse       | Rouen                    |
|          | Jonathan Zwikel       | Reims                    |
|          | Anthony Mortas        | Reims                    |
|          | Richard Aimonetto     | Reims                    |
|          | Laurent Gras          | Amiens                   |